# Dorcadion pseudolineatocolle
Dorcadion pseudolineatocolle är en skalbaggsart som beskrevs av Stefan von Breuning 1962. Dorcadion pseudolineatocolle ingår i släktet Dorcadion och familjen långhorningar. Inga underarter finns listade i Catalogue of Life.